# Тетерин, Василий Николаевич
Василий Николаевич Тетерин (род. 1 июня 1950, Банное, Чкаловская область) — российский политический деятель, депутат Государственной думы третьего созыва и Государственной думы четвёртого созыва.

## Биография
В 1972 окончил Ейское высшее военное авиационное училище летчиков.
В 1990 был избран народным депутатом РСФСР.

### Депутат госдумы
19 декабря 1999 был избран депутатом Государственной Думы РФ третьего созыва. Заместитель председателя Комитета Государственной Думы по собственности.
28 февраля 2006 года получил мандат депутата госдумы четвёртого созыва освободившийся после сложения полномочий Сурововым С. Б.